# Twisting the Jug
Twisting the Jug è un album di Gene Ammons, pubblicato dalla Prestige Records nel 1962. I brani furono registrati il 28 novembre 1961 al Van Gelder Studio di Englewood Cliffs, New Jersey (Stati Uniti).

## Tracce
Lato A
1. Twisting the Jug – 4:40 (Gene Ammons)
2. Born to Be Blue – 7:20 (Mel Tormé, Robert Wells)
3. Satin Doll – 6:46 (Duke Ellington)

Lato B
1. Moten Swing – 4:59 (Bennie Moten, Buster Moten)
2. Stormy Monday Blues – 8:42 (Billy Eckstine, Earl Hines, Robert Crowder)
3. Down the Line – 5:43 (Gene Ammons)

## Musicisti
- Gene Ammons - sassofono tenore
- Joe Newman - tromba
- Jack McDuff - organo
- Wendell Marshall - contrabbasso
- Walter Perkins - batteria
- Ray Barretto - congas